# PRO-LAD
PRO-LAD является аналогом LSD. Он описан Александром Шульгиным в книге TiHKAL. PRO-LAD - психоделик, подобный LSD, и примерно такой же мощный, как и LSD, с активной дозой, сообщаемой между 100 и 200 мкг. 

## Правовой статус

### Великобритания
10 июня 2014 года Британский консультативный совет по злоупотреблению наркотиками (ACMD) рекомендовал, чтобы PRO-LAD был специально упомянут в Законе о злоупотреблении наркотиками в Великобритании как препарат класса А, несмотря на то, что он не идентифицировал его, как когда-либо проданный, или какого-либо вреда, связанного с его употреблением. Хоум-офис Великобритании принял этот совет и объявил о запрете вещества, которое должно быть принято 6 января 2015 года в рамках Закона о злоупотреблении наркотиками 1971 года (поправка) (№ 2), порядок 2014 года.

### Швейцария
PRO-LAD является незаконным в Швейцарии по состоянию на декабрь 2015 года.